# 최은심
최은심(1982년 5월 6일~)은 조선민주주의인민공화국의 역도 선수이다. 2004년 하계 올림픽과 2003년 세계 역도 선수권 대회에 참가했다.